# 갑질
갑질(甲-)은 계약 권리상 쌍방을 뜻하는 갑을(甲乙) 관계에서 상대적으로 우위에 있는 '갑'에 특정 행동을 폄하해 일컫는 '~질'이라는 접미사를 붙여 부정적인 어감이 강조된 신조어로 2007년 이후 대한민국 인터넷에 등장한 신조어이다. 자신이 가진 지위나 힘을 내세워 아랫사람이나 힘이 없는 사람에게 마구잡이로 일을 시키거나 무례하게 행동하는 짓을 말한다. 갑질의 범위에는 육체적, 정신적, 언어적 폭력, 괴롭히는 환경 조장 등이 해당된다.

## 원인
경희대학교 사회학과 송재룡 교수는 한국의 갑질 문제에 대해서 단순히 갑질을 행한 개인의 도덕성이 문제가 아니라 개개인이 한국 사회의 갑과 을의 역할을 수행하는 것 뿐이라고 지적했다. 즉 갑질은 사회 구조적인 문제이며, 존비로 대변되는 한국사회의 문화 정서적 경향이 갑질의 가장 큰 원인이라고 주장했다. 한국 사회의 기저에 갑의 강압적인 역할과 을의 저자세가 깔려있기 때문에 개개인은 그런 문화를 답습하는 것이다. 이는 한 관계에서 을이었던 개인이 또 다른 관계에서 갑이 됐을 때 같은 행동을 행하는 이유다. 송교수는 갑질 문제의 해결 방안으로 사회적 지위나 직책 또한 다름의 일부이며, 이 다름을 인정하는 사회적 분위기의 조성이 필요하고 사회의 가장 작은 단위인 가족에서부터 이러한 인식을 키워나가가는 사회적 분위기가 필요하다고 말했다. 

## 유형
한국의 신문사 이코노믹 리뷰에 따르면 갑질은 그 내용에 따라 명백한 유형이 존재한다.

### 오너형
가장 흔한 종류의 갑질으로써, 흔히 기업의 대표자 혹은 경영진 일가의 인물들이 직원들을 마치 물건 다루듯 마구 대하거나 폭언, 폭행을 일삼는 유형이다. 이는 구성원들 간의 극단적인 수직관계에 근거해 고용자가 피고용자를 맘대로 할 수 있다는 빗나간 심리에 근거한다.
• 엔씨소프트 부당해고 사건
엔씨소프트는 창립 시점부터 지금까지 리처드 게리엇과 엔트리브소프트 관련직원들을 해고하고 관련 게임들을 서비스 종료 시켰다. 리처드 게리엇은 이에 대한 소송을 제기했고 승소하였다.
- 몽고식품 김만식 명예회장 갑질 사건

2015년 12월 23일 김만식 몽고식품 명예회장이 개인 운전기사 B씨에게 욕설과 폭행을 했다는 폭로가 터졌다. 운전기사 B씨는 "김회장은 기분이 나쁘거나 하면 거의 습관처럼 폭행과 욕설을 했다."라고 말했다. 몽고식품은 12월 23일에 홈페이지를 통해 사과문을 게재했고, 12월 28일에는 김만식 명예회장과 김현승 대표이사가 기자회견을 통해 국민과 당사자에게 사과했다.
- 대한항공 086편 회항 사건

대한항공 086편 회항 사건(大韓航空 -便 回航 事件, 영어: nut rage incident, nutgate, nut return)은 2014년 12월 5일 존 F. 케네디 국제공항을 출발하여 인천국제공항으로 향하던 대한항공 여객기 내에서 대한항공 조현아 당시 부사장이 객실승무원의 마카다미아 제공 서비스를 문제삼아 항공기를 램프 유턴 시킨 뒤 사무장을 강제로 내리게 할 것을 요구하고, 기장이 이에 따름으로써 항공편이 46분이나 지연된 사건이다. 대한항공 이륙 지연 사건, 땅콩 리턴, 땅콩 유턴, 땅콩 회항 사건 등으로 불린다.
- 대한항공 조현민 물컵 갑질 사건

조현민 대한항공 전무가 광고회사 직원에게 물을 뿌린 이른바 '물컵 갑질' 의혹이 제기된 가운데 외신들도 이를 관심 있게 보도하면서 이번 사건이 '국제적인 이슈'로 확산되었다. 조 전무는 2018년 3월 광고대행사 직원에게 소리를 지르고 물을 뿌렸다는 의혹이 제기돼 논란이 일었다. 조현민 전무의 갑질 논란이 일자 대한항공 측은 회의 중 언성이 높아졌고 물이 든 컵을 바닥으로 던질 때 물이 튄 것은 사실이라면서도 직원에게 물을 뿌린 것은 아니라고 해명했다. 조 전무는 자신의 SNS에 어리석고 경솔한 제 행동에 대해 고개 숙여 사과드린다며 그 어떠한 상황에서도 해서는 안 될 행동을 보여 할 말이 없다고 사과했으나, 욕설을 하는 녹취록이 공개되며 더 큰 난관에 봉착했다.
- M&M 최철원대표 노동자 폭행 사건

최철원은 2010년 10월 SK 본사 앞에서 시위를 해오던 탱크로리 운전 기사를 자신의 사무실로 불러내 알루미늄 야구 방망이 등으로 폭행하여 전치 2주의 부상을 입혔다. 이 사실이 2010년 11월 28일에 방영된 MBC의 《시사매거진 2580》에서 보도되었는데, 특히 맞은 대가를 2000만원으로 받겠다는 각서를 쓰게 했다는 것이 밝혀지면서 큰 비난 여론이 일었다. 이 사건의 담당검사는, 집행유예가 확정된 후에 SK전무로 입사한다. 11월 30일 경찰에 고발된 뒤로, 경찰은 수사를 시작하면서 출국 중인 최철원에게 입국 통보를 하였다.서울중앙지방법원은 2011년 2월 8일 그에게 1년 6월 징역을 선고하였다. 항소심 재판부(재판장 양현주)는 징역 1년6월에 집행유예 3년, 사회봉사 120시간으로 형량을 줄여 판결하였다. “사회적 지탄을 받은 점”이 감형 이유라는 재판부의 판단은 논란을 일으켰다.

### 밀어내기형
주로 상품을 납품하거나 납품을 받는 기업이 소규모 사업자들에게 무리한 요구를 하는 유형이다. 
- 남양유업 대리점 상품 강매 사건

2013년 5월, 남양유업이 오랜 기간에 걸쳐 지역대리점에 물건을 밀어내기(강매)를 했다는 고발과 함께 막말 녹취록이 공개되어 사회에 물의를 일으켰다. 남양유업은 최소 7년간 상품 강매와 판촉사원 임금 전가등의 불법행위를 통해 최대 2000억원이 넘는 피해를 입혔다. 그런데도 공정위는 고작 123억원의 과징금을 부과하는데 그쳐 이 또한 논란이 되었다. 2014년 1월에는 법원에서 남양유업의 밀어내기가 모두 유죄 인정되었다. 이 사건으로 인해 대한민국 사회에서 고질적인 문제라고 지적받던 갑을관계가 사회 이슈화되었고, 남양유업에 대한 불매운동이 일어나기도 하였다.
- 현대모비스 물량 밀어내기 사건

현대모비스 로고

2017년 9월, 현대모비스는 2010년 1월~2013년 11월 국내 정비용 부품 대리점 1600여 곳에 매출 목표를 할당한 뒤 강제로 부품을 떠넘긴 혐의를 받고 있다. 이들 대리점 직원들은 본사가 제시한 목표를 맞추기 위해 ‘임의매출’,‘협의매출’이라는 항목을 만들어 필요 없는 자동차 부품까지 떠안았던 것으로 알려졌다. 현대모비스는 밀어내기 혐의를 인정하고 자체 시정방안을 구상하는 중이다.

### 열정페이
열정페이는 취업이 어려운 시대, 일자리 하나가 아쉬운 청년들의 입장을 악용해 기업들이 무급 또는 최저시급에도 미치지 못하는 적은 급여를 주면서 노동력을 착취하는 갑질이다.
- 이상봉 디자인실 열정페이 논란

2015년 1월, 대한민국의 패션 디자이너 이상봉이 운영하는 이상봉 디자인실에서 야근수당을 포함해 견습 10만원, 인턴 30만원, 정직원 110만원의 급여를 제공하고, 패션쇼를 앞둔 성수기에는 토요일 출근에 밤 10시까지 의무 야근을 지시하지만 추가 수당을 주지 않는 다는 것이 인터넷 커뮤니티를 중심으로 퍼지며 열정페이 논란이 확산됐다. 이에 이상봉 디자이너는 SNS를 통해 "근로 환경과 처우 문제로 상처받은 패션업계 젊은이들에게 깊이 사과하고, 이번 기회에 패션업계 전반의 문제점 개선에 노력하겠다"고 사과의 뜻을 밝혔다.
- 서울대학교병원 간호사 열정페이 논란

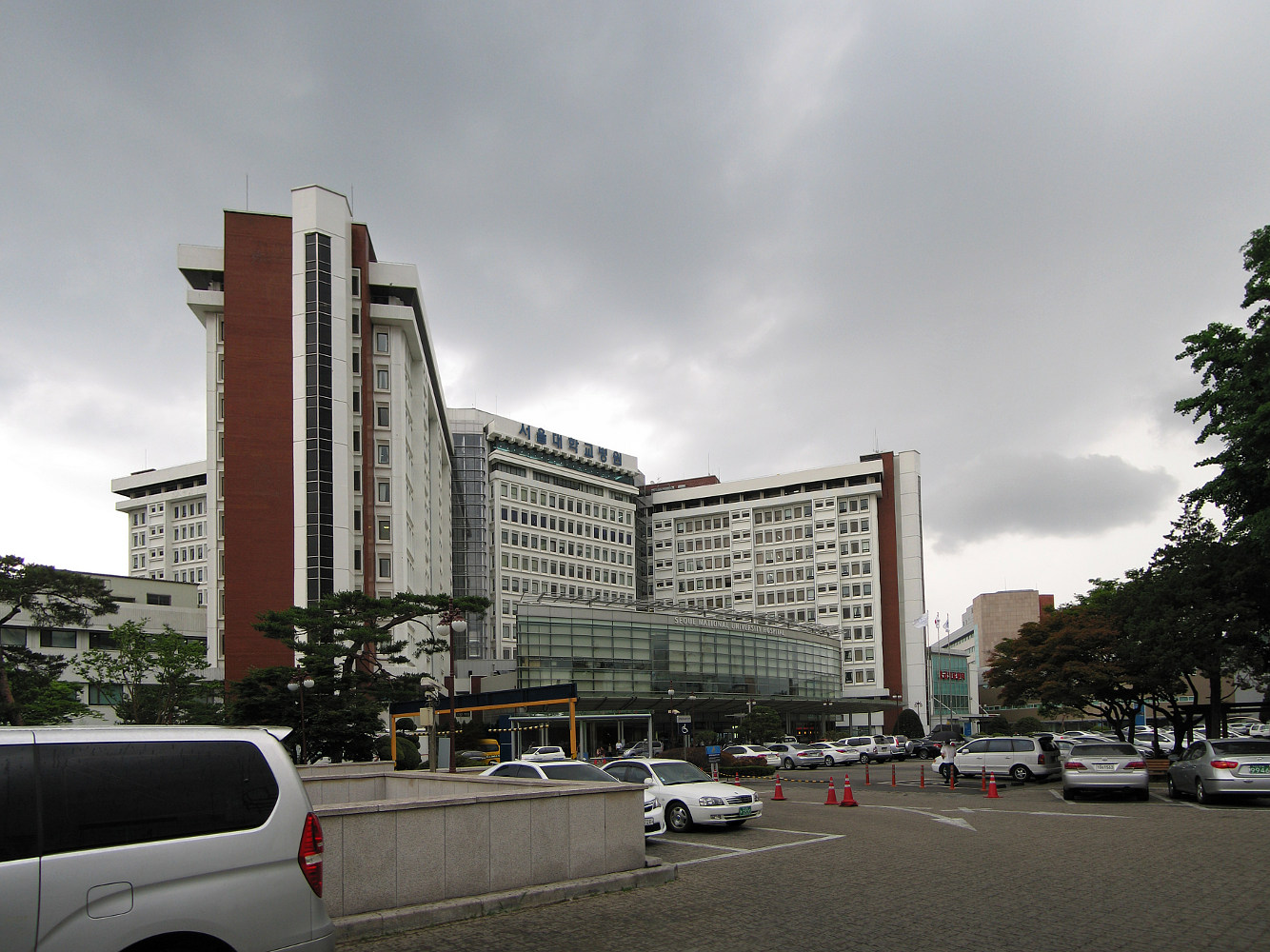
서울대학교병원

서울대학교병원 측이 2012년부터 5년간, 신임 간호사들에게 '수습교육 기간'임을 내세워 열정페이를 강요한 것으로 드러났다. 정식 발령을 내리기 전, 교육 기간(24일) 동안 간호사 1212명에게 최저임금에 훨씬 못 미치는 수당(36만원)만을 지급했다고 밝혀졌다. 8시간 근무 기준 시급으로 계산하면 24일간 받은 수당 36만원은 일당 1만5000원, 시급 1800원꼴로 최저시급 6470원에 훨씬 못 미친다. 이에 병원 측은 교육기간에 정식 임금을 다 줘야하는 지 몰랐다고 해명했다. 아울러 최근 근로기준법에서 정한 기간인 3년차 미만 간호사들을 상대로 소급지급한다는 방침을 밝혔다.
- tvN 조연출 자살 사건

2016년 10월 26일 서울특별시 중구 남대문로의 한 호텔에서 발생한 tvN 혼술남녀 조연출 이한빛 PD의 자살 사건의 원인 중에는 근무 시간 중 제대로 된 휴식 시간이 보장되지 않는 문제도 제기되었다. 그는 프로그램 촬영기간 중 촬영 55일에 딱 이틀 쉬었다. 이한빛 조연출은 "(혼술남녀) 촬영에 들어간 후 새벽에 들어와 2시간 뒤에 다시 출근"했다. 또한 "드라마 제작 현장에서 모욕과 과도한 노동에 시달렸다"는 진술도 있었다.
당초 신입 PD 조연출은 4명이 있는데 2명씩 2교대로 근무했다. 그런데 계약직 직원들을 해고한 뒤에도 혼자, 소수의 인원이서 나머지 분량을 촬영, 제작, 검토하는 작업과 계속된 밤샘 근무, 그리고 단기간에 처리해야 하는 환경에 처해졌다. 첫 방송 직전에 계약직 촬영 2명, 장비팀이 대량 교체되었다. 당시 <혼술남녀> 제작팀은 방송 작품의 완성도가 낮다는 것을 이유로 첫 방송 직전 계약직 다수를 정리해고 했고, 해고를 담당했던 그는 이것을 괴로워했다. 이한빛 조연출은 해고 업무와 이미 기지급한 월급, 계약금 반환업무도 맡았다. 그런데 이 업무를 잘 못한다고 일을 못하는 것처럼 몰고 가거나, 그에게 남들의 몫까지 하도록 강요당했다.
그러나 계약직 및 스탭 등의 대량 해고와 장비팀 해고 등으로 그는 현장보조뿐만 아니라 영수증 처리, 딜리버리 등 없어진 소품팀의 대부분의 일들까지 맡게 되고 거기에 현장 준비랑 기획까지 맡게 되었다. 계약직 직원들의 정리해고로 촬영 기간이 짧아져 70분짜리 드라마 2편을 1주일 동안 생방송처럼 제작하였다. 특정 시점 이후, 이한빛 피디는 딜리버리 촬영준비, 영수증정리, 현장준비 등 팀이 사라질 경우 그 업무를 모두 일임하는 구조에서 도맡아 일했다. 업무가 과중될 수밖에 없어서 촬영 55일 동안 쉬었던 날이 딱 이틀로 확인되었다. 그는 주말에도 쉬지 못했고, 현장에 이미 해고된 직원의 몫까지 처리해야 되었다. 그의 어머니의 목격담에 의하면 그는 퇴근하여 집에 도착한 뒤에 2시간 후에 다시 출근하기도 했다.
녹취록, 대화 내용 중에는 갑질, 폭언, 욕설, 비방 이외에도 노오력, 열정페이와 비슷한 주문도 있었다.
| “ | 이 회사에 정직원이고 씨제인이고 하면 니가 일을 더 해야 돼…. 진짜 한 대 후려갈길 뻔했다. 너 퇴사에 대해 고민하고 있으면 퇴사를 해야겠다고 생각했으면 지금 나가라. 일이 몰리긴 뭘 몰려. 원래 신입사원은 그런 일 하는 거야. | ” |
|   | — 2016년 10월1일 한 선임 PD와의 대화 |   |

| “ | 야, 이한빛 정신 안 차리냐? 현장에서 뭘 어떻게 하길래 스태프들에게 이야기가 자꾸 나오는데. 아침에 내가 그 지랄 하는데 쌩까고 지나가냐? 생각할수록 ×나 열 받네. …앞으로 남는 촬영 방송 기간 동안 진짜 꼬투리 잡힐 짓 하지 마라. | ” |
|   | — 한 선임 PD가 조연출부 카카오톡 단체방에 쓴 메시지 |   |

그는 업무 스트레스를 호소할 곳이 없었고, 계약직 직원 해고 업무, 급여 환수 업무, 용역 업무 외에도 도리어 열정페이 비슷한 요구를 강요당했다.
CJ E&M은 유족 측에게 발송한 2016년 12월 27일자 1차 회신문에서 “제작일지를 별도 작성하지 않아 고인의 정확한 출퇴근 내역을 확인할 수 없다” “촬영 준비, 촬영장 정리, 데이터 딜리버리, 정산·편집 업무 등은 고인에게만 배정된 업무는 아니었다” “연출부 구성원을 상대로 조사한 결과 고인의 근태 불량을 상급자들이 지적했고 동료들에게 피해가 발생해 그 불만과 개선 필요성을 고인에게 전달한 적은 있지만 고인을 왕따시키거나 갈등이 장기간 지속된 심각한 상황은 아니었다”고 해명했다고 대책위는 밝혔다.

### 텃세
지역 혹은 조직 내에서의 우월한 지위를 이유로 신입 직원 혹은 이주민, 중간에 타사에서 전입온 직원 등을 배척하거나 의도적으로 괴롭히는 사례가 있다. 일부 폐쇄적 조직에서 흔하며, 귀농 과정에서도 종종 발생한다.

## 사회 반응

### 불매운동
불매운동의 사전적 정의는 소비자층이 특정 목적을 관철하기 위해 특정 상품의 구매를 거부하는 운동이다.
갑질 논란이 프랜차이즈 본사와 대리점 점주처럼 구조적인 갑을 사이에 벌어진 사건인 것과 달리 불매운동은 소비자의 감정을 건드릴 때 즉각적으로 폭발하는 성질을 보였다.'갑질기업의 제품은 소비하지 않는 것'이야 말로 우리가 할 수 있는 가장 최선의 방법이기 때문이다. 기업오너나 임직원들의 갑질행위가 결국 기업의 이익을 갉아먹는 ‘자해’활동으로 작용, 자신의 목을 겨누는 칼날로 부메랑이 돼서 돌아오는 경우가 늘고 있는 것이다. 전문가들은 기업 윤리 문제가 줄어들려면 큰 틀에서 소비자 인식이 변화해야 한다고 강조한다. 부당한 갑질에 분노하고 불매운동까지 확산하는 등 소비자 참여가 늘어나야 기업이 바뀐다는 것이다. 소비자운동단체가 앞장서 불매운동을 벌여 시민의 호응을 받은 바 있으나 대대적이며 조직적인 불매운동이 일어난 일은 아직 없다.

### 24시간 갑질 피해 신고 콜센터
시민단체인 서민민생대책위원회는 2016년 4월 11일, “기업인의 도덕적 해이에서 오는 비윤리적이고 부적절한 언행을 더 이상 간과할 수 없어 이번 기회에 잘못된 관행을 뿌리 뽑고자 한다”며 ‘24시간 갑질 피해 신고 콜센터(02-2632-0412)’를 운영한다고 밝혔다. “우리 사회에 만연한 각종 갑질 행태를 예방하고 유사한 사례 검증을 통해 민형사상 조처를 취하기 위한 것”이라며 콜센터 운영 취지를 설명했다.

## 정부 대책

공정거래위원회

### 갑질 실태조사
김상조 위원장 취임 후 공정거래위원회는 유통,가맹,하도급,대리점 등 4대 분야 갑질 사례를 우선 개선하겠다는 의지아래 모든 산업 본사와 대리점을 대상으로 갑질 실태조사에 나선다.
2017년 8월 10일부터 국내 전 산업, 4800여개 본사와 70여개 대리점, 그리고 대리점 단체를 대상으로 본사와 대리점 간 거래 실태조사에 나서기 시작했다. 이번 조사는 8월과 9월 사이는 본사를 대상으로, 9월부터 12월까지는 대리점과 대리점 단체를 대상으로 설문방식으로 진행된다. 공정위는 “본사-대리점 간 불공정 거래행위 근절을 위한 법 집행, 정책마련, 제도개선 등에 활용할 기초자료 확보가 목적”이라고 밝혔다.

### 옴부즈만
2017년 7월 27일, 공정거래위원회는 가맹분야 불공정관행 근절대책의 일환으로 불공정행위 상시 감시기구인 ‘옴부즈만’을 출범했다. 옴부즈만은 외식업종 중심으로 가맹거래 경험이 풍부한 전현직 가맹점주와 공정거래조정원 직원13명으로 구성됐으며, 앞으로 도소매와 서비스업종을 포함해 30명 규모로 늘릴 계획이다. 옴부즈만은 가맹분야의 거래관행을 상시적으로 모니터링해서 불공정거래의 징후가 포착되면 공정위에 제보하는 역할을 한다. 그 외에도 제도개선 등 각종 정책을 추진할 때 의견을 제시하고, 현장의 문제점을 모아 제도개선의 필요성을 건의하는 역할도 한다.

### 국민신문고
국민권익위원회가 운영하는 국민신문고는 ‘민원 처리에 관한 법률 및 관련 규정’에 따라 행정기관에 민원을 신청하거나 행정 개선 아이디어를 제안하고 각종 신고와 정책에 대한 의견 제시가 가능한 대한민국의 대표적인 국민소통 창구로 2005년에 구축됐다. 민간부분 갑질피해와 공공부문 갑질피해 민원을받고 있다. 

서울특별시 로고

### 서울특별시, 불공정피해상담센터
서울특별시는 '2016년 경제민주화 도시 서울'을 지자체 최초로 선언하고 프랜차이즈 불공정 관행 근절에 나섰다. 서울시는 불공정피해상담센터를 운영해오고 있는데, 이는 가맹본부로부터 불공정피해를 입은 가맹점주 누구나 전화(☎02-2133-5152, 5378), 이메일(fairtrade@seoul.go.kr), 눈물그만 사이트(http://economy.seoul.go.kr/tearstop)에서 신고 가능하다. 현재 프랜차이즈 가맹점을 운영 중인 경우는 물론 계약을 해지한 점주도 신고가 가능하며, 가맹점주 단체가 구성원의 불공정사례를 모아 대표로 신고하는 것도 가능하다. 신고가 접수되면 시는 먼저 신고 가맹점주와 심층상담, 가맹점주 단체와의 간담회 등을 통해 정확한 사실관계를 파악한다. 이후 사안에 따라 가맹본부에 대해 자율시정을 권고‧요구하거나 조정‧중재를 진행하고, 법 위반 정도에 따라 공정위나 검찰 조사 의뢰도 검토할 예정이다.

### 법적 대응
법에서는 오너형 갑질은 폭행죄로, 밀어내기형 갑질은 협박죄 등으로 하고 있다.

## 해외 반응
2014년 12월, 대한항공 086편 회항 사건은 다양한 해외 매체를 통해 보도됐으며, 한국의 갑질문화가 세계적으로 알려지는 계기가 됐다. 2015년 2월, 영국의 뉴스 및 정보제공기업 로이터는 대한항공 086편 회항 사건 재판 소식을 전하며 한국의 갑질 문화를 소개했다. 기사에 따르면 ,한국의 갑질 문화는 한국 사회의 전통적인 수직적 역할 분담이 직장에서 발현된 것으로 보인다고 전했다. 또한, 영국의 일간 신문 인디펜던트는 2017년 5월에 있었던 대한민국 정치가 김무성의 노룩패스 논란에 대해서 다루며 한국의 갑질 문제에 대해서 언급하며 한국의 갑질 행태에 대해서 지적했다.

## 같이 보기
- 악질 소비자
- 노동조합